# Cerorhinca monocerata
El alca unicórnea (Cerorhinca monocerata) es una especie de ave caradriforme de la familia  Alcidae, una ave marina y un familiar cercano de los frailecillos. Es la única especie viviente del género Cerorhinca. Dada su estrecha relación con los frailecillos, el nombre común de frailecillo rinoceronte ha sido propuesto para la especie.
Se extiende extensamente a través del Pacífico Norte, se alimentan de pequeños peces y anidan en colonias de aves marinas. Su nombre proviene de una extensión en forma de cuerno en el pico. Este cuerno solo está presente en adultos reproductores, y al igual que la vaina elaborada en pico de los frailecillos se desprende cada año.
Esta ave es un álcido de tamaño medio con un pico grande, firme y de color naranja/marrón (con la “cuerno” sobresaliendo de él). El plumaje es oscuro en la parte superior y más pálido por debajo; los adultos reproductores (tanto hombres como mujeres) poseen plumas blancas por encima de los ojos y detrás del pico. Los machos son ligeramente más grandes que las hembras (alrededor del 10 % en la masa).
El alca unicórnea es un álcido del Pacífico Norte que se reproduce desde California (el archipiélago del Norte) hasta las islas Aleutianas de Alaska en Norteamérica, Hokkaidō y Honshū (Japón), así como Corea del Norte y la isla de Sajalín en Asia. Durante el invierno vive tanto en aguas marinas y costeras, exhibiendo cierto grado de migración.
El alca unicórnea anida en madrigueras excavadas en el suelo, o en cuevas naturales y cavidades entre 1 y 5 m de profundidad. 
Prefiere sitios de anidamiento de escasa pendiente para facilitar el despegue, ya que es un deficiente aviador. Un solo huevo es incubado por ambos padres durante 45 días. El polluelo semiprecocial es alimentado entonces cada noche con un pico lleno de peces (al modo de los frailecillos) durante 50 días; se cree que este comportamiento nocturno es una respuesta a la depredación y el cleptoparasitismo en las gaviotas.
En el mar, las alcas unicórneas se alimentan de peces, tomando un poco de krill y calamar también. Se alimentan en la costa durante la época de reproducción en las aguas intermedias. Para atrapar a sus presas, se zambullen tan profundamente como 57 metros (187 pies) durante tanto tiempo como 148 segundos.

## Evolución y especies prehistóricas
El género Cerorhinca evolucionó en el Pacífico septentrional, al parecer, en el Mioceno medio tardío. Aunque en la actualidad se mantiene solo una especie, aunque solía ser mucho más diversa, tanto en el número de especies como en la distribución. Se han encontrado fósiles tan al sur como en Baja California. El primer registro del clado en el océano Atlántico fue reportado por Smith et al (2007), sugiriendo que la historia biogeográfica de Cerorhinca es más compleja de lo que se pensaba anteriormente. Especies prehistóricas conocidas son:
- Alca dudoso, Cerorhinca dubia (Mioceno tardío en el condado de Santa Bárbara, los Estados Unidos).
- Cerorhinca minor (Mioceno tardío/Plioceno temprano en la isla Cedros, México).
- Cerorhinca reai (Plioceno temprano en San Diego, sur de los Estados Unidos).
- Cerorhinca sp. (Plioceno temprano, sudeste de los Estados Unidos).

## Galería

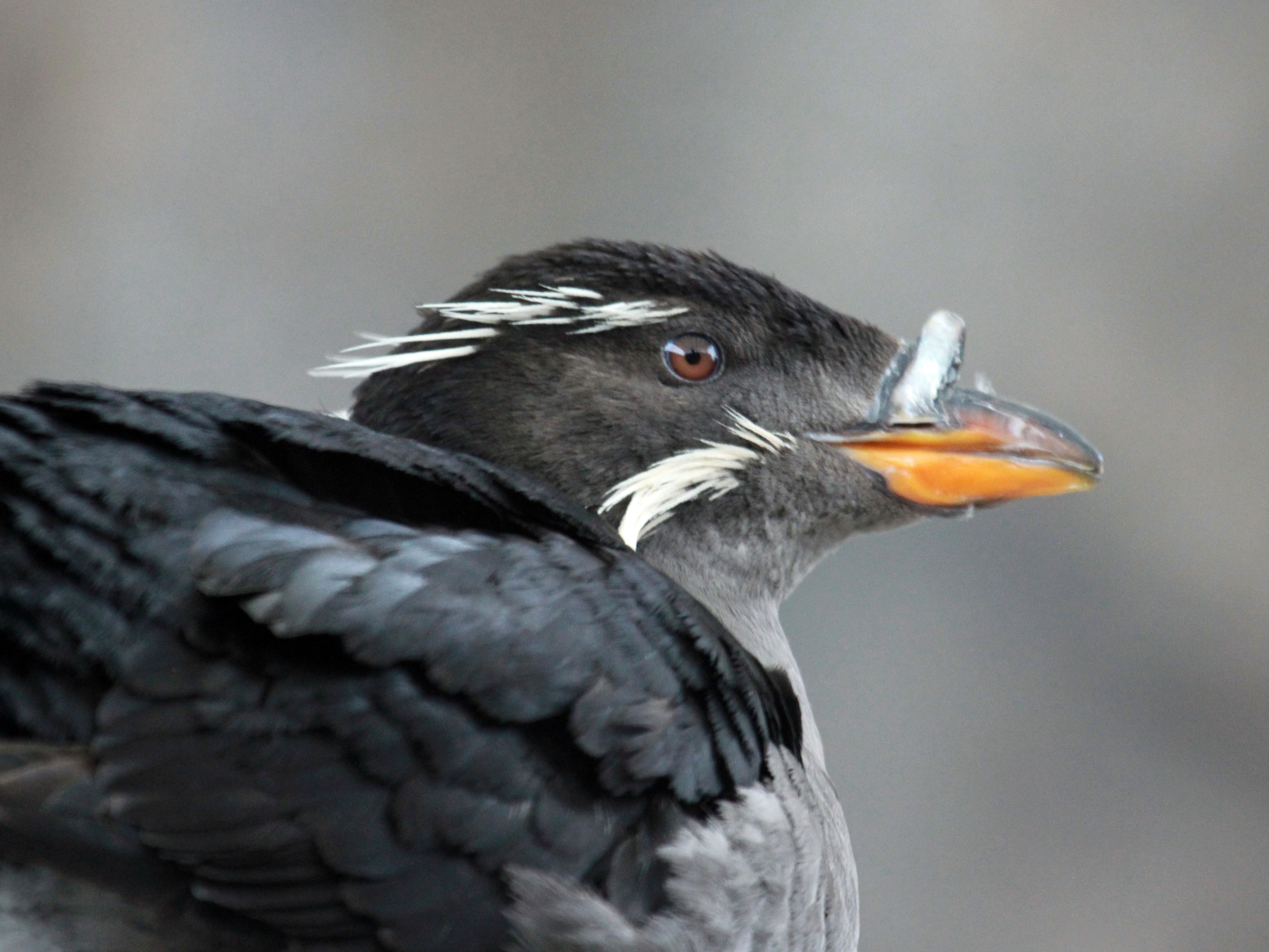
Alaska Sea Life Center, Seward (Alaska)
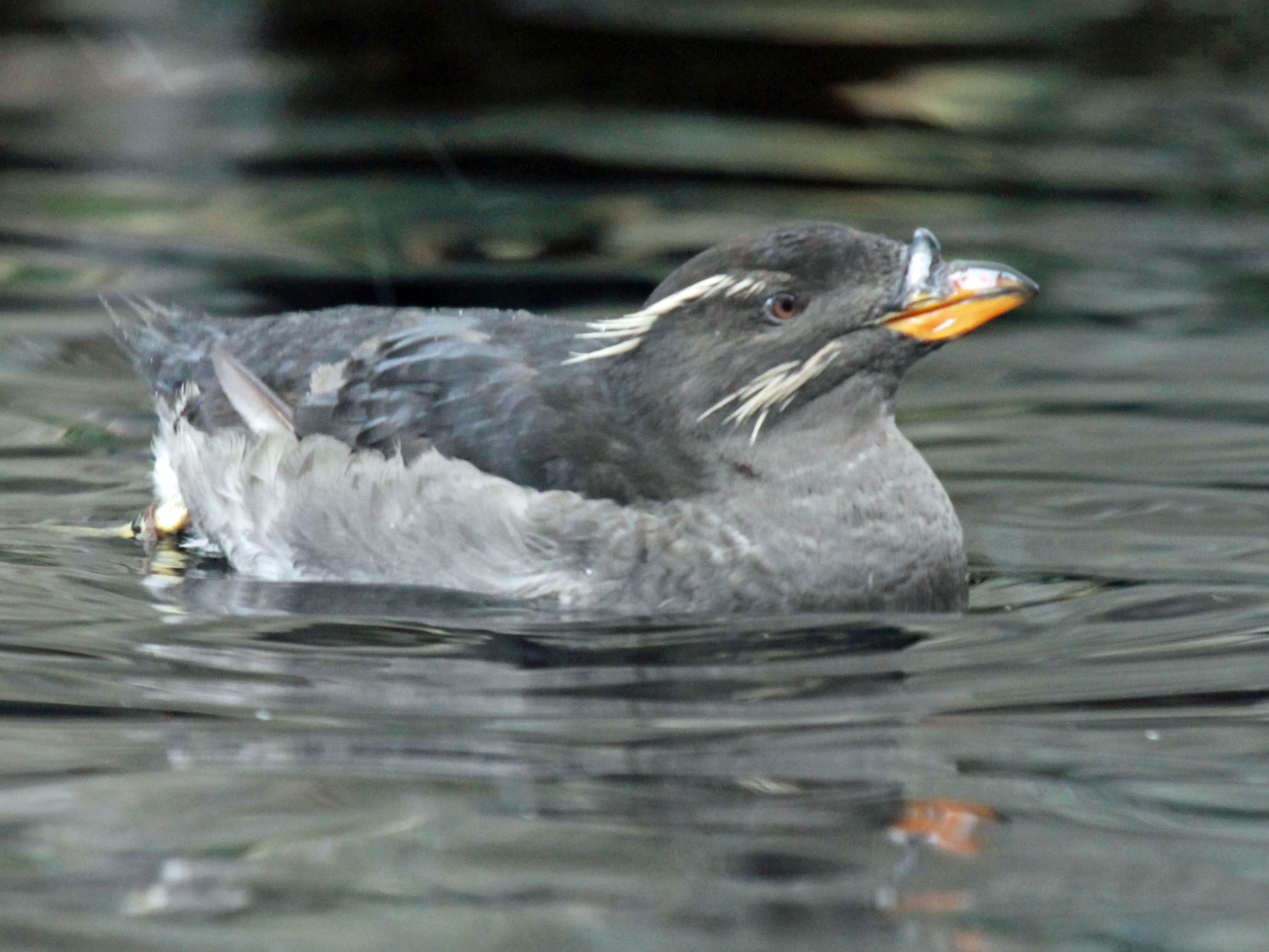
Alaska Sea Life Center, Seward (Alaska)
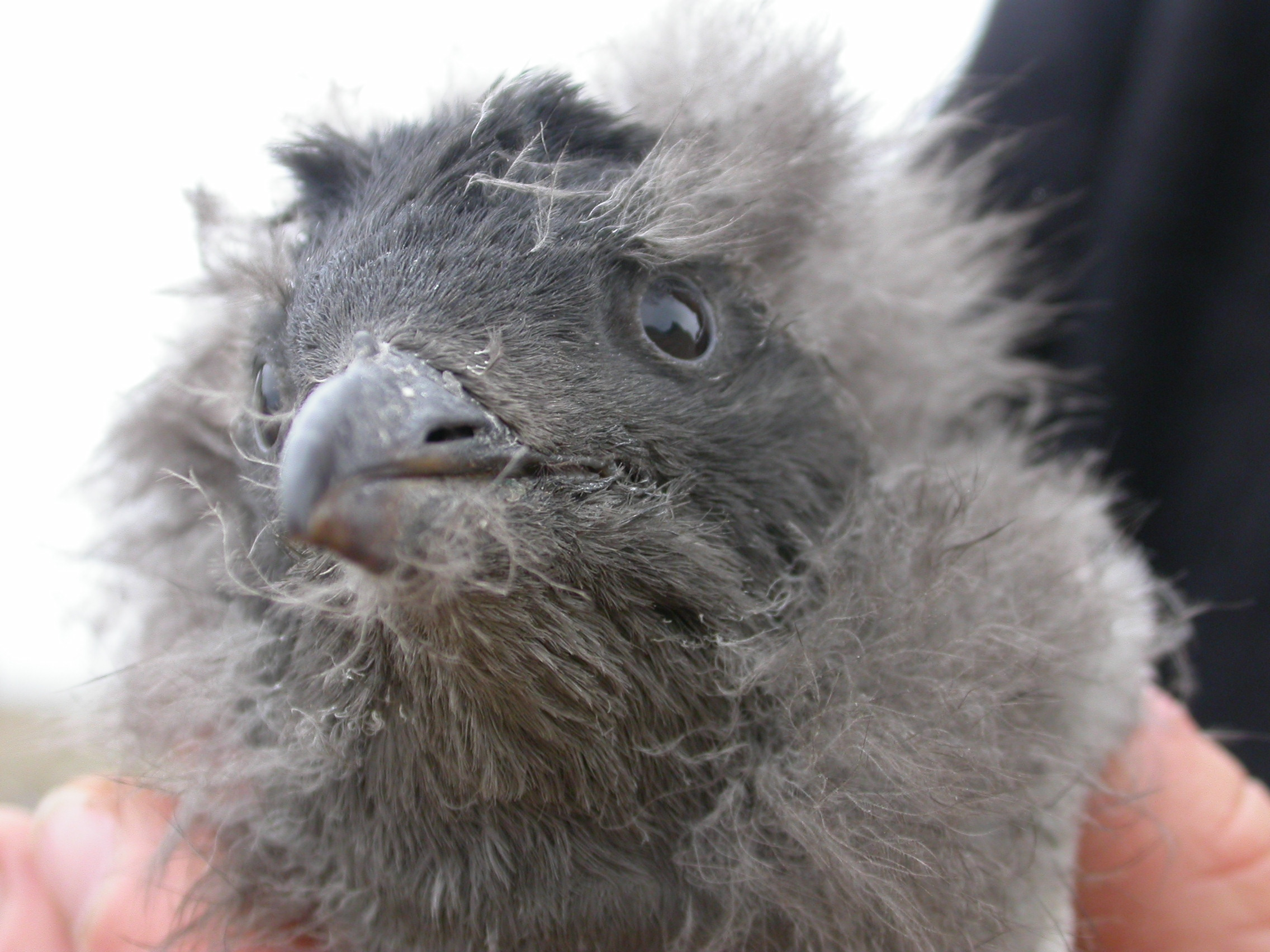
Polluelo. Los Farallones, California
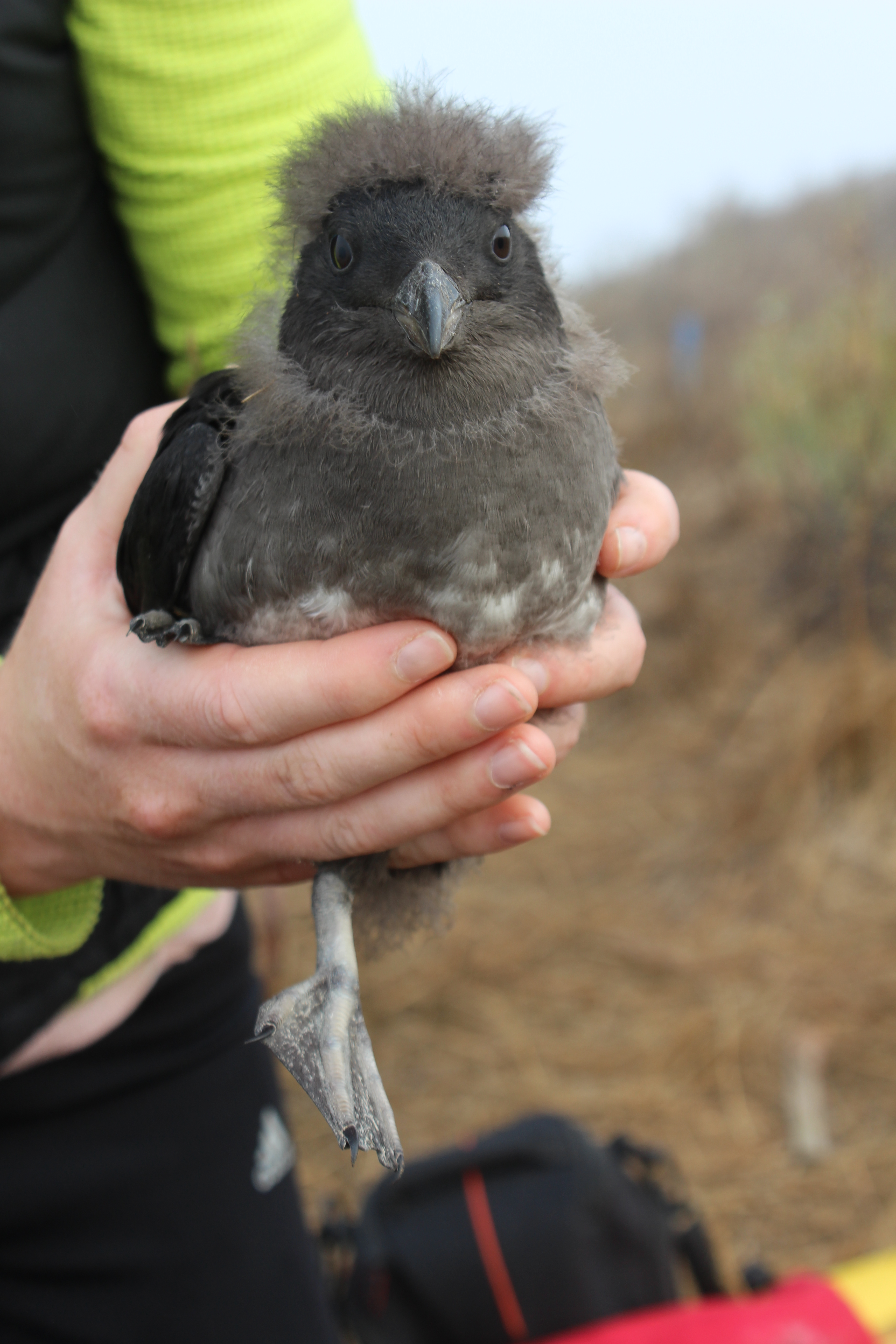
Pichón en un refugio de la vida silvestre, estado de Washington